# Petar Kuntić
Petar Kuntić, cyr. Петар Кунтић (ur. 19 czerwca 1960 w Suboticy) – serbski polityk i agronom narodowości chorwackiej, działacz mniejszości chorwackiej w Serbii, parlamentarzysta, przewodniczący Demokratycznego Związku Chorwatów w Wojwodinie.

## Życiorys
Ukończył w 1985 studia na Wydziale Rolniczym Uniwersytetu w Nowym Sadzie. Do 2002 pracował jako kierownik produkcji w kombinatach rolniczych. Później został dyrektorem przedsiębiorstwa DP Palić w Paliciu. W 1993 wstąpił do Demokratycznego Związku Chorwatów w Wojwodinie, rok później wszedł w skład władz tej partii. W 1996 powierzono mu funkcję wiceprzewodniczącego, rok później został przewodniczącym tego ugrupowania. W latach 2005–2007 sprawował urząd zastępcy burmistrza Suboticy.
W 2007 z ramienia koalicji skupionej wokół Partii Demokratycznej uzyskał mandat posła do Zgromadzenia Narodowego. Utrzymywał go w kolejnych wyborach (2008, 2012) i sprawował do 2014. W 2015 na funkcji przewodniczącego partii zastąpił go Tomislav Žigmanov.